# Camille Titeux
Camille Titeux (* 5. März 1910 in Gespunsart, Département Ardennes; † 3. Juli 1978 in Revin) war ein französischer Politiker. Von 1951 bis 1958 war er Abgeordneter der Nationalversammlung.

## Frühes Leben
Titeux musste als Kind einer Arbeiterfamilie aus den Ardennen bereits als Elfjähriger mit der Arbeit in einer Fabrik beginnen. Mit 18 Jahren verpflichtete er sich für fünf Jahre der Marine. Danach war er wieder als Arbeiter tätig und trat 1934 gleichzeitig der SFIO, ihrer Jugendorganisation und der Gewerkschaft CGT bei. Von 1935 bis 1938 war er Sekretär der Metallarbeitergewerkschaft in Revin. Nach dem Ausbruch des Zweiten Weltkriegs 1939 wurde er in die Marine eingezogen. 1940 wurde er demobilisiert und lebte kurzzeitig in Lourdes, ehe er im Februar 1941 in die Ardennen zurückkehrte, wo er sich der Résistancebewegung Libération-Nord anschloss.

## Politische Karriere
Nach der Befreiung wurde Titeux zunächst Mitglied des provisorischen Gemeinderats von Revin und im Oktober 1944 dessen Vorsitzender. Dem folgte im Mai 1945 die Wahl zum Bürgermeister der Gemeinde, was er bis 1971 blieb. Darüber hinaus zog er im Oktober des Jahres in den Generalrat des Départements Ardennes ein. Sowohl bei den Wahlen im Juni als auch bei denen im Oktober 1946 kandidierte er im Département Ardennes, schaffte aber bei beiden nicht den Einzug ins Parlament. 1951 gelang ihm hingegen die Wahl in die Nationalversammlung. Bei den folgenden Wahlen im Jahr 1956 wurde er wiedergewählt. Im Oktober 1956 wurde er zum stellvertretenden Fraktionsvorsitzenden der Sozialisten gewählt, trat jedoch im Juli 1957 von diesem Amt wieder zurück. 1958 stimmte Titeux gegen die Vollmachten für Charles de Gaulle, sprach sich aber auch gegen die Gründung der Fünften Republik aus und richtete sich damit gegen die mehrheitliche Meinung in seiner Partei. Bei den Parlamentswahlen im November 1958 scheiterte er an der Wiederwahl als Abgeordneter. Auf regionaler Ebene wurde er am 4. Oktober 1967 zum Präsidenten des Generalrats des Départements Ardennes gewählt. 1971 versuchte er die Rückkehr in die nationale Politik, als er sich um einen Sitz im Senat bewarb. Nach einer Niederlage bei dieser Wahl scheiterte er 1973 auch an der Wiederwahl als Mitglied des Generalrats, womit gleichzeitig sein Amt als Präsident sein Ende fand. Bei Nachwahlen im Jahr 1974 kehrte er allerdings in den Generalrat zurück. Dort war er vertreten, bis er am 3. Juli 1978 starb.